# Economia de Bangladesh
Na economia de Bangladexe, ou Bangladesh, o desenvolvimento da agricultura é dificultado pela elevada fragmentação da propriedade fundiária e pelas chuvas irregulares. A produção alimentar, sobretudo de cereais, é destinada ao consumo interno. O principal cultivo industrial é o arroz, nas áreas de Mymensingh, Rangpur, Comilla e Daca. A criação de bois é abundante, mas destinados prevalentemente ao trabalho no campo. Uma parte realmente grande da população (Bangladesh é o 8.º país do mundo com mais habitantes) sofre de subnutrição crônica.
Apesar de metade do Produto Interno Bruto ser gerado pelo setor de serviços, quase 2/3 da população estão empregados na agricultura, sendo o arroz o principal produto agrícola. A fabricação de roupas e as remessas de cidadãos do país residentes no exterior, principalmente no Oriente Médio e no Extremo Oriente sustentam o crescimento econômico.

## Comércio exterior
Em 2020, o país foi o 52º maior exportador do mundo (US $ 46,6 bilhões, 0,2% do total mundial). Na soma de bens e serviços exportados, chega a US $ 45,1 bilhões, ficando em 57º lugar mundial. Já nas importações, em 2019, foi o 46º maior importador do mundo: US $ 53,3 bilhões.

## Setor primário

### Agricultura
O desenvolvimento da agricultura é dificultado pela elevada fragmentação da propriedade fundiária e pelas chuvas irregulares. Os produtos são arroz, cana-de-açúcar, batata, trigo, juta, banana, batata doce, colza, manga, mamão, cebola, lentilha, couve e tomate.
Bangladesh produziu, em 2019:
- 54,5 milhões de toneladas de arroz (4º maior produtor do mundo);
- 9,6 milhões de toneladas de batata (6º maior produtor do mundo);
- 3,5 milhões de toneladas de milho;
- 3,1 milhões de toneladas de cana-de-açúcar;
- 1,8 milhão de toneladas de cebola (8º maior produtor do mundo);
- 1,6 milhão de toneladas de juta (2º maior produtor do mundo, somente atrás da Índia);
- 1,4 milhão de toneladas de manga (incluindo mangostim e goiaba) (10º maior produtor do mundo);
- 1 milhão de toneladas de trigo;
- 833 mil toneladas de banana;
- 634 mil toneladas de abóbora;
- 466 mil toneladas de alho (3º maior produtor do mundo);
- 431 mil toneladas de coco;
- 387 mil toneladas de tomate;
- 316 mil toneladas de noz de areca;
- 311 mil toneladas de colza;
- 228 mil toneladas de melão;
- 217 mil toneladas de abacaxi;
- 175 mil toneladas de lentilha;
- 135 mil toneladas de mamão;
- 128 mil toneladas de tabaco;
- 110 mil toneladas de soja;
- 90 mil toneladas de chá;
- 81 mil toneladas de algodão;

Além de outras produções de outros produtos agrícolas.

### Pecuária
Na pecuária, Bangladesh produziu, em 2019, 2,7 bilhões de litros de leite de cabra (2º maior produtor do mundo), 837 milhões de litros de leite de vaca, 203 mil toneladas de carne de frango, 190 mil toneladas de carne bovina, entre outros.
Criação
| Animais   | Quantidade          |
| Aves      | 140.013.000 cabeças |
| Caprinos  | 34.100.000 cabeças  |
| Bovinos   | 23.900.000 cabeças  |
| Ovinos    | 1.132.000 cabeças   |
| Bufalinos | 830.000 cabeças     |

Produtos
| Peixes | 924.056 ton. |
| Leite  | 763.000 ton. |
| Carne  | 428.000 ton. |
| Ovos   | 133.000 ton. |
| Peles  | 71.000 ton.  |

## Setor secundário

### Indústria
O Banco Mundial lista os principais países produtores a cada ano, com base no valor total da produção. Pela lista de 2019, Bangladesh tinha a 33ª indústria mais valiosa do mundo (US $ 57,2 bilhões).
Em 2019, Bangladesh quase não produzia veículos e era o 20ª maior produtor de aço do mundo (9 milhões de toneladas). Em 2018, o país foi o 6º maior produtor mundial de óleo de coco (62 mil toneladas).
As atividades industriais são ligadas à transformação de produtos agrícolas (tecido, tabaco e chá). Existem vários estabelecimentos químicos, (em Ghorasal, Fenchuganj e Chatigão), petroquímicos e siderúrgicos, (em Chatigão), automobilísticos, (em Sitakund), de estaleiros, (em Khulna e Narayanganj), de cimento, (em Chhatak e Chatigão), de borracha, (em Daca) e de vidro.
Principais exportações
| Produtos          | Milhões de dólares |
| Vestuário         | 3786               |
| Fios e tecidos    | 430                |
| Peles e couro     | 106                |
| Juta              | 83                 |
| Chá               | 47                 |
| Produtos químicos | 44                 |

### Energia
Nas energias não-renováveis, em 2020, o país era o 81º maior produtor mundial de petróleo, com uma produção quase nula. Em 2011, o país consumia 109 mil barris/dia (74º maior consumidor do mundo). O país foi o 65º maior importador de petróleo do mundo em 2012 (25 mil barris/dia). Em 2020, o país era o 27º maior produtor mundial de gás natural (26,1 bilhões de m3 ao ano) Em 2019 era o 30º maior consumidor (34,4 bilhões de m3 ao ano). O país também não produz carvão.
Nas energias renováveis, em 2020, Bangladesh não produzia energia eólica, e era o 55º maior produtor de energia solar do mundo, com 0,3 GW de potência instalada.

### Minerais
As reservas minerais compreendem carbono (Sylhet e Rajshahi), petróleo (Sylhet e Feni) e gás natural (Gopalganj e Bakhrabad).

## Setor terciário

### Turismo
Em 2017, o país recebeu 1,0 milhão de turistas internacionais. As receitas do turismo, neste ano, foram de US $ 0,3 bilhões.

### Comércio
| Ano  | Importação (em milhões de dólares) | Exportação (em milhões de dólares) |
| 1995 | 6501                               | 3.173                              |
| 1996 | 6621                               | 3.297                              |
| 1997 | 6896                               | 3.778                              |
| 1998 | 7042                               | 3.831                              |
| 1999 | 7687                               | 3.919                              |